# Thorsten Bach

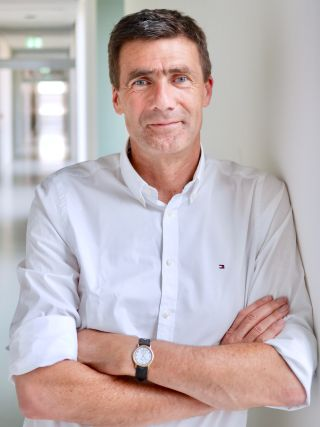
Thorsten Bach (2018)

Thorsten Bach (* 15. April 1965 in Ludwigshafen am Rhein) ist ein deutscher Chemiker und Professor für Organische Chemie an der TU München.

## Leben
Bach studierte Chemie an der Ruprecht-Karls-Universität in Heidelberg und schloss das Studium 1988 mit einer Diplomarbeit im Umfeld von George A. Olah an der University of Southern California in Los Angeles ab. Anschließend wechselte er an die Philipps-Universität in Marburg, wo er 1991 bei Manfred T. Reetz promovierte. Nach einem Post-Doc-Aufenthalt bei David A. Evans an der Harvard University in Cambridge (Massachusetts) begann er 1992 seine unabhängige Forscherkarriere im Umfeld von Dieter Hoppe an der Westfälischen Wilhelms-Universität in Münster. 1997 wurde Bach als Universitätsprofessor an die Philipps-Universität in Marburg berufen, im Jahr 2000 folgte der Ruf an die Technische Universität München.

## Werk
Thorsten Bach erforscht seit vielen Jahren stereoselektive photochemische Reaktionen. Während seiner Habilitation lag der Fokus auf der diastereoselektiven Synthese von Oxetanen durch die Paternò-Büchi-Reaktion. Ab 2000 standen enantioselektive photochemische Reaktionen im Vordergrund – zunächst mit einem stöchiometrisch zugesetzten chiralen Templat, seit 2005 unter Einsatz verschiedener chiraler Photokatalysatoren und chiraler Lewis-Säuren. Weitere Forschungsschwerpunkte liegen im Bereich der Übergangsmetallkatalyse und der Nutzung freier Carbeniumionen in diastereoselektiven Friedel-Crafts-Alkylierungen. Ergebnisse aus allen drei Forschungsschwerpunkten fanden Eingang in die Totalsynthese einer Reihe von Naturstoffen.

## Auszeichnungen und Mitgliedschaften
- 1995 – ADUC-Jahrespreis für Habilitanden
- 1996 –  Gastprofessur an der Universität Helsinki
- 1999 – Gastprofessur an der Universität Kyōto
- 2001 – AstraZeneca Research Award
- 2003 – Novartis Lectureship
- 2003 – Novartis European Young Investigator Award
- 2006 – Degussa Award for Chirality in Chemistry
- 2006 – Mitglied der Leopoldina, Nationale Akademie der Wissenschaften.[12]
- 2009 – Mitglied der Bayerischen Akademie der Wissenschaften.[13]
- 2014 – Honda-Fujishima Lectureship
- 2017 – Horst-Pracejus-Preis
- 2018 – Emil-Fischer-Medaille
- 2020 – Gottfried Wilhelm Leibniz-Preis
- 2022 – Theodor-Förster-Gedächtnisvorlesung
- 2024 – Ryōji-Noyori-Preis[14]